# Dominator
Dominator és un personatge de còmic britànic creat per Tony Luke, i des de la seva primera aparició el 1988, Luke ha estat narrant les aventures en curs del Dimoni Déu homònim del Rock & Roll en moltes formes diferents. És coneguda per ser la primera pel·lícula CGI britànica, i es va fer amb una sèrie de programes relativament senzills en un Apple Mac, d'aquí l'animació massa primitiva i els gràfics sense refinar.

## Antecedents
El 2006, Dominator es troba en la seva quarta encarnació, però actualment la sèrie està en pausa durant un període desconegut.
Va aparèixer originalment en una curta durada a la revista de música Metal Hammer l'any 1988, amb obres d'art en blanc i negre i trames que sovint involucraven les principals estrelles del rock de l'època.
Després d'una pausa després del final de la seva versió original, Dominator va ressuscitar el 1993 com la primera sèrie de manga creada pels britànics impresa a "Kodansha Comic Afternoon", encara dibuixada per Luke, i que ara compta amb guions per Alan Grant.
L'any 2003 el còmic va ser adaptat com a pel·lícula d'animació per Renga Media de Luke, i dos curtmetratges més van seguir el 2004 i el 2005: A Brief History of Hell i Heavy Metal vs Dominator, l'últim dels quals va ser un crossover amb personatges de l'univers Heavy Metal.
A finals de 2006, Renga Media va revelar "Dominator X", que seria una renovació completament nova per a la sèrie. Aquest remake de més pressupost es publicaria com un manga il·lustrat per Masanori Shino, així com una sèrie i pel·lícula descarregables. "Dominator X" estava previst per al llançament el 2007 i, finalment, el 2008, però es va confirmar que el projecte es va cancel·lar a causa de conflictes de finançament. Renga Media s'ha liquidat des de llavors, però el seu personal ara treballa a Renegade Arts Entertainment, creada per Tony Luke.

## Història de la pel·lícula
Lord Desecrater ha derrotat a Llucifer com a governant de l'Infern, però el general de Desecrater, Dominator, s'ha rebel·lat i ha robat la Clau de l'Infern per evitar que Desecrater aconsegueixi el control del regne. A la Terra, les filles d'un exorcista anomenat Dr. Payne convoca accidentalment a Dominator a la Terra tocant el prohibit Lost Chord. A Dominator aviat el segueixen tres dels soldats de Lord Desecrater; Decimator, Extricator i la seva antiga amant, Lady Violator. Dominator ha d'evitar que Lord Desecrater arribi a la Terra a qualsevol preu, mentre lluita contra els molts dimonis que estan sortint del forat que s'ha trencat entre els dos regnes.

## Concepte
Inicialment se suposava que "Dominator" era una sèrie descarregable feta a Apple Mac al voltant de l'any 2001 i es basaria en els esdeveniments que van tenir lloc al manga. El projecte es va suspendre quan el creador Tony Luke va ser diagnosticat d'asbestosi, després de recuperar-se, el canal de ciència-ficció del Regne Unit, per a qui Tony Luke havia fet un llançament especial, es va acostar a ell i li va demanar que fos Dominator. convertit en una pel·lícula. Amb poc temps concedit, gran part de l'obra que es va crear fa dos anys va haver de ser recuperada amb una petita revisió mentre es recollien actors de veu. La pel·lícula s'ha estrenat amb una recepció molt negativa a causa de com es va etiquetar accidentalment d'anime gràcies al canal Sci-Fi i als distribuïdors del Regne Unit, Salvation Films. No obstant això, ha rebut comentaris positius d'alguns i s'ha elogiat la determinació del director Tony Luke, que, segons es diu, estava lluitant amb la depressió després del seu atac amb el càncer i un horari de treball implacable.

## Repartiment de veu
- Dominator Dani Filth
- Dr Payne / Lord Desecrater Doug Bradley
- Lady Violator Ingrid Pitt
- Tara Payne Tara Harley
- Fina Payne Liza Goddard
- Molly Payne Sarn Synthetic
- Decimator Marc Riley
- Extricator Mark Radcliffe
- Hellkatt Seera Backhouse
- Bishop Alex Cox
- Prime Minister Doug Devaney
- Shagg / Narrator Robert Rankin
- Lendra Patel Billie Godfrey